# (483) Seppina
(483) Seppina ist ein Asteroid des Hauptgürtels, der am 4. März 1902 vom deutschen Astronomen Max Wolf in Heidelberg entdeckt wurde.
Der Name des Asteroiden wurde Sepp, einem der Hunde des Entdeckers, gewidmet.